# Cheek to Cheek
Cheek to Cheek – piosenka napisana przez Irvinga Berlina i wykonana po raz pierwszy przez Freda Astaire’a w trakcie tańca z Ginger Rogers w filmie Panowie w cylindrach (1935).
Piosenka rozpoczyna się od słów: Heaven, I’m in heaven, and my heart beats so that I can hardly speak…
Była wykonywana przez wielu artystów, m.in. Binga Crosby’ego (na albumie Bing with a Beat z 1957), Louisa Armstronga, Ellę Fitzgerald, Evę Cassidy, Doris Day, Jane Monheit, Franka Sinatrę, Billie Holiday, a także w wersji polskiej przez Adama Astona z tekstem Zenona Friedwalda pt. W siódmym niebie.